# Massacre de Bossemptélé
Massacre de Bossemptélé ocorreu em 18 de janeiro de 2014, durante a guerra civil centro-africana, quando uma centena civis muçulmanos são massacrados pelas milícias anti-balaka após estes capturarem a cidade de Bossemptélé na sequência da retirada dos Séléka.

## Ataque
Em 17 de janeiro de 2014, os combatentes do Séléka se retiraram de Bossemptélé. Com as forças internacionais em grande parte ausentes, no dia seguinte os combatentes anti-balaka atacaram a cidade. Poucos muçulmanos armados e combatentes do Séléka que permaneceram na cidade tentaram resistir, mas foram derrotados. Os anti-balaka atacaram civis muçulmanos, chacinando-os. Alguns muçulmanos fugiram da cidade, enquanto outros se refugiaram numa missão católica local. Segundo a Amnistia Internacional , mais de cem civis foram mortos durante este massacre, incluindo um imã de 70 anos. A maioria das vítimas eram homens adultos, mas também incluíam mulheres, crianças e idosos. Dois dias depois, quatro mulheres muçulmanas foram mortas por combatentes anti-Balaka. Autoridades religiosas locais tentaram entrar em contato com forças internacionais para proteger a cidade por duas semanas sem resposta.

## Resultado
Em 1 de março de 2014, as forças de paz africanas evacuaram 190 pessoas de Bossemptélé, mas 65 pessoas foram deixadas para trás, incluindo mulheres, crianças e pessoas com deficiência que não conseguiram subir nos caminhões.  Em abril, as forças francesas chegaram à cidade e os combatentes anti-balaka desmontaram seus postos de controle e retornaram às aldeias locais. 